# أركادي أركانوف
أركادي ميخائيلوفيتش أركانوف (بالروسية: Аркадий Михайлович Арканов)، ولد في 7 حزيران/يونيو 1933 وتُوفي في 22 آذار/مارس 2015، هو كاتب مسرحي روسي وستاند أب كوميدي.

## السيرة الذاتية
ولد أركادي ميخائيلوفيتش في كييف بأوكرانيا. في بداية الحرب العالمية الثانية عام 1941 انتقل إلى سيبيريا جنبا إلى جنب مع والدته وشقيقه الأصغر. في نيسان/أبريل 1943 تم لم شمل الأسرة مع والدهم في موسكو.
في عام 1957، تخرَّج أركانوف تخرج من جامعة موسكو الطبية الحكومية قبل أن يُصبحَ كاتبا وطبيبا. بين عامي 1963 و1967 عمل كمحرر ساخر في مجلة يونست. في عام 1966 غيَّر اسم عائلته لسبب من الأسباب وفي عام 1968 أصبح عضوا في اتحاد الكتاب السوفيت. من 1960 حتى 1970 تعاون مع غريغوري غورين وكتب الثنائي العديد من المسرحيات التي عُرضت في مسرح موسكو.
تزوج أركانوف مرتين؛ الأولى من المغنية مايا كراستالينسكايا عام 1967 ولكن الزواج لم يدم طويلا ثم الثانية من سيدة تُدعى يافجينيا موروزوفا. رُزق بابن واحد يُدعى فاسيلي أركانوف (مواليد 1967) وهم مترجم روسي-إنجليزي وصحفي يعيش في نيويورك منذ عام 1993. كان أركانوف من محبي كرة القدم حيث كان يعشق نادي توربيدو موسكو وسبق أن حمل لقب فنان الشعب في روسيا ومُنح وسام الشرف.

## روابط خارجية
- أركادي أركانوف على موقع IMDb (الإنجليزية)
- أركادي أركانوف على موقع ميوزك برينز (الإنجليزية)
- أركادي أركانوف على موقع أول موفي (الإنجليزية)
- أركادي أركانوف على موقع قاعدة بيانات الفيلم (الإنجليزية)
- أركادي أركانوف على موقع كينوبويسك (الروسية)